# Snack

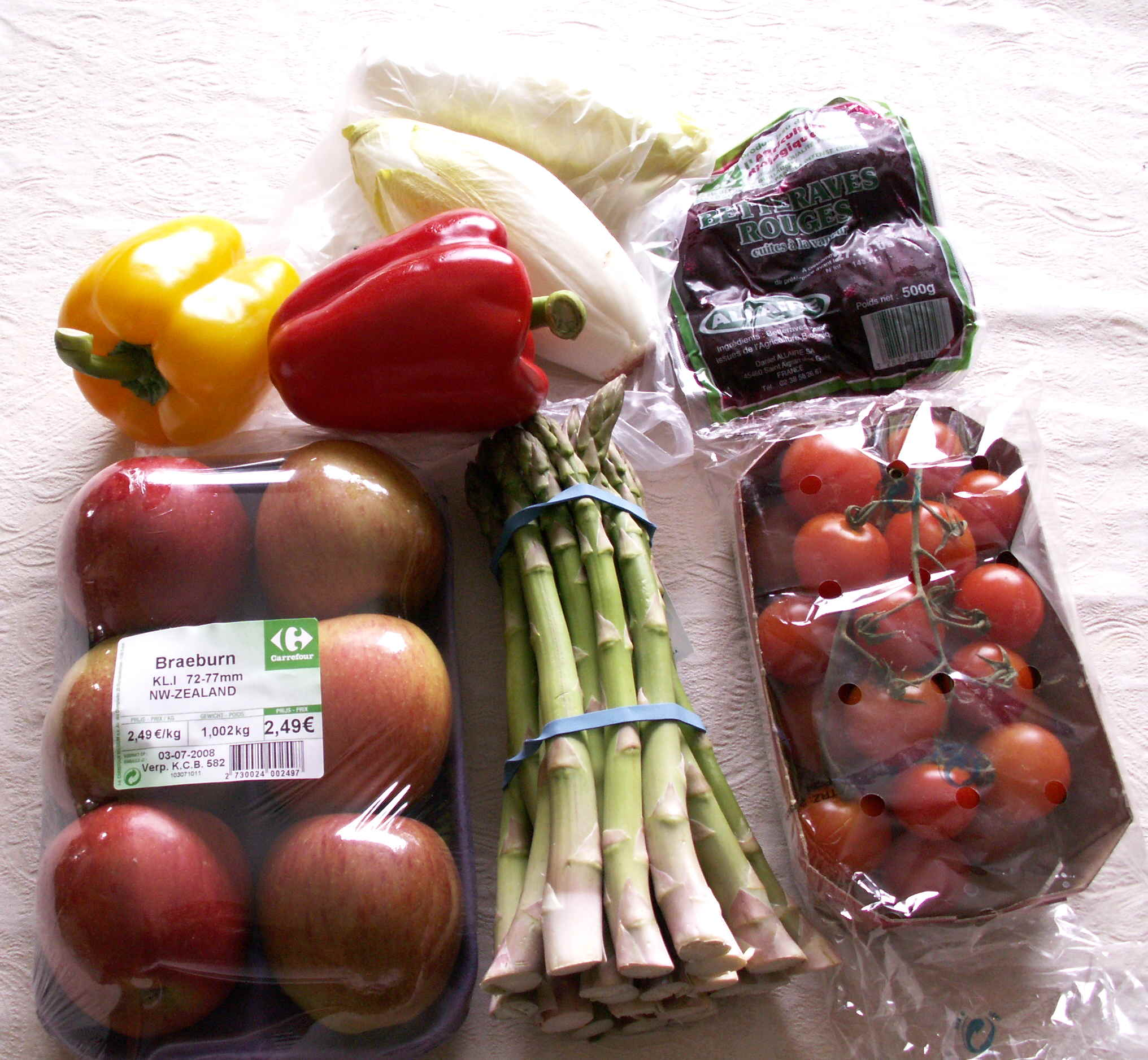
Imagem com algumas frutas, um exemplo de snack saudável.

Snack é um termo anglófono utilizado para designar uma pequena quantidade de comida consumida entre as refeições ou uma refeição causal e muito pequena. Os snacks são geralmente projetados para serem portáteis, rápidos e satisfatórios e englobam uma variada gama de alimentos, incluindo amendoins, frutas, frios, nozes, sanduíches e doces. Dependendo do contexto, o termo pode ser traduzido na língua portuguesa como "lanche" ou "petisco".

## Histórico nos Estados Unidos
Nos Estados Unidos, um exemplo de snack popular é o amendoim. Oriundos da América do Sul, os amendoins foram incorporados à culinária nas plantações do sul, com influência de escravos africanos. Após a Guerra de Secessão, espalhou-se para o norte, onde foram incorporados à cultura dos jogos de beisebol e dos teatros de vaudeville.
Juntamente com a pipoca (também de origem sul-americana), os snacks traziam o estigma de serem vendidos por comerciantes ambulantes não higiênicos. A etiqueta da classe média da era vitoriana (1837–1901) categorizou qualquer alimento que não exigisse o uso adequado de utensílios como classe baixa.
Outro exemplo típico de snack são os bretzels, incluídos na sociedade americana por neerlandeses durante o século XVII. Na década de 1860, os bretzels ainda estavam associados a imigrantes, vendedores ambulantes não higiênicos e bares. Esse status só começou a ser alterado após sete décadas, quando os lanches passaram por processos para reduzir o risco de contaminação e facilitar a publicidade, tornando-os mais atraentes para os consumidores. Na década de 1950, tornou-se um passatempo exemplar da sociedade americana e, posteriormente, um emblema internacionalmente reconhecido como "estilo de vida americano".

## Saúde
Snacks são frequentemente relacionados com uma alimentação inadequada e a condição de obesidade. No entanto, um estudo de 2014 indicou a tentação como o principal fator para que obsessos ingerissem alimentos calóricos. Outro estudo do mesmo período conclui que os efeitos dos snacks na saúde tendem a ser individualizados; contudo, fatores como idade e crença influenciam em um consumo saudável.
Os efeitos dos snacks no apetite são contraditórios, enquanto alguns estudos concluem que se alimentar entre as principais refeições resulta no aumento da ingestão calórica do dia, outros indicam efeitos neutros. Porém, eles também podem ajudar a reduzir a fome.
Os snacks tendem a não afetar a massa dos indivíduos; contudo, alimentos ricos em proteínas e fibras contribuem para a redução da massa corporal. Já em pessoas obsessas, os snacks contribuem para uma redução mais lenta ou até mesmo para um ganho de massa. Os estudos implicam que os efeitos na massa corporal e no apetite variam de acordo com o indivíduo e o período.